# Сер Генрі Марвуд
Сер Генрі Марвуд (1635—1725) володів аристократичними титулами та обіймав посаду верховного шерифа Йоркшира у 1674 році Він був членом парламенту від Норталлертона з 1685 по 1688 рр.

## Біографія
Марвуд народився в 1635 році і був сином сера Джорджа Марвуда та леді Енн Марвуд (уроджена Бетелл). Він виховувався в Басбі-Холлі в Північному Райдингу Йоркшира і отримав титул . Басв 1683 році. Сер Генрі вперше одружився з Маргарет Дарсі, донькою графа Холдернесса в замку Горнбі в 1658 році, яка померла через два роки в 1660 році Після цього він узяв у шлюб Дороті Беллінгем у 1663 році, але вона померла у 1678 році..Він одружився втретє і востаннє з Мартою, яка була донькою сира Томаса Вентворта з Елмсалла, Йоркшир

Він був батьком одного сина і однієї доньки під час свого другого шлюбу з Дороті:
- Джордж Марвуд
- Елізабет Марвуд вийшла заміж за Джона Пірса

Марвуд помер у 1725 році Унаслідок смерті його сина Джорджа у 1700 році, титул баронета передався його племіннику Семюелю Марвуду, який був старшим сином його молодшого брата Джорджа..